# Comuna Vovkiv, Peremîșleanî
Vovkiv (în ucraineană Вовків) este o comună în raionul Peremîșleanî, regiunea Liov, Ucraina, formată din satele Brîkun, Malîi Poliuhiv, Mereșciv, Pletenîci și Vovkiv (reședința).

## Demografie
Componența lingvistică a comunei Vovkiv
     Ucraineană (99,8%)
     Alte limbi (0,2%)
Conform recensământului din 2001, majoritatea populației comunei Vovkiv era vorbitoare de ucraineană (99,8%), existând în minoritate și vorbitori de alte limbi.